# Alberyk (Pierścień Nibelunga)

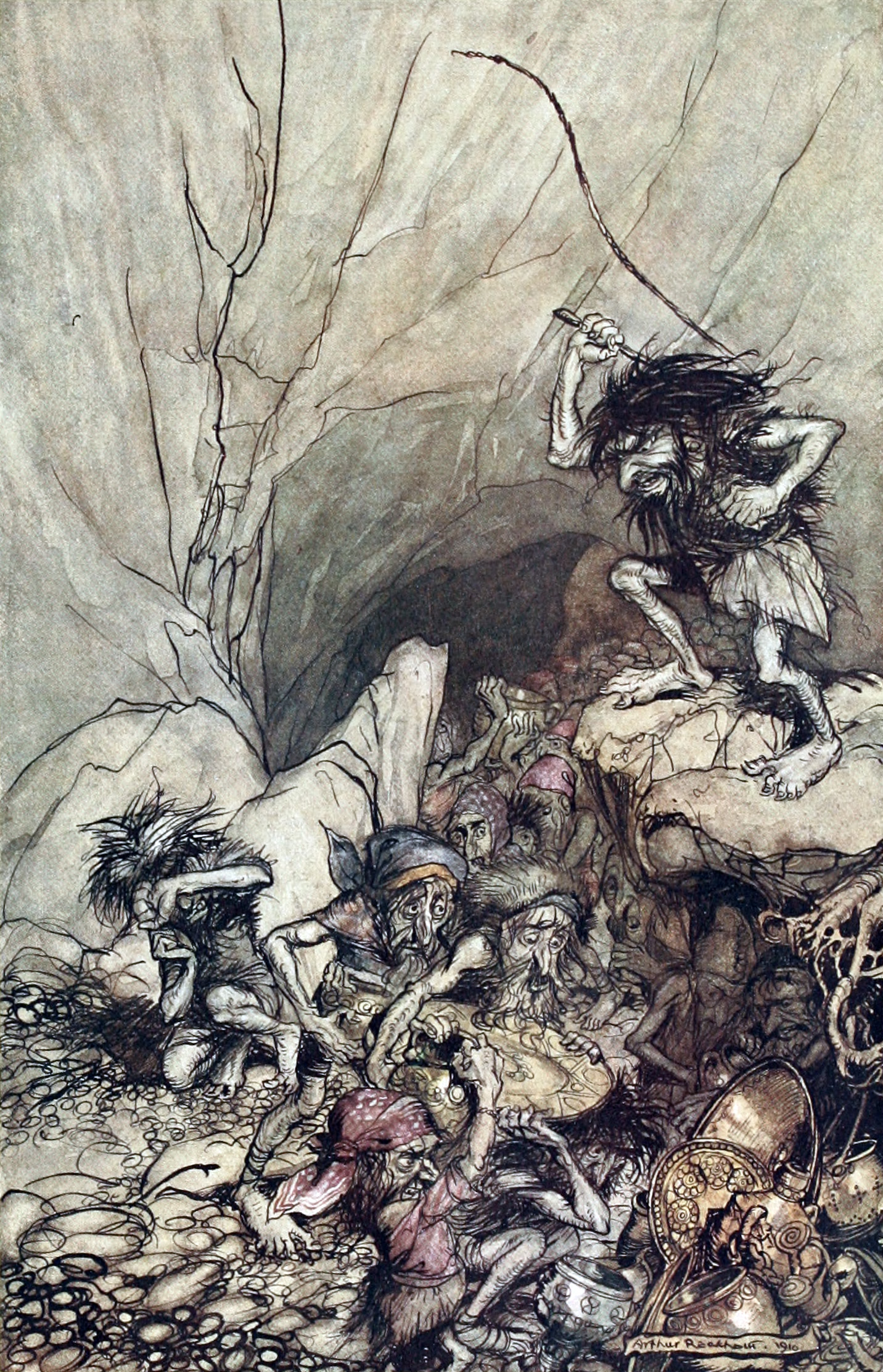
Alberyk (z batem) pogania grupę Nibelungów obładowanych złotem i srebrem; ilustracja Arthura Rackhama do Pierścienia Nibelunga Richarda Wagnera (1910)

Alberyk (niem. Alberich) – jeden z Nibelungów, należy do głównych bohaterów tetralogii Richarda Wagnera – Pierścień Nibelunga.

## Historia postaci
Alberyk pojawia się w trzech częściach tetralogii, są to Złoto Renu, Zygfryd oraz Zmierzch bogów (nie pojawia się w Walkirii, jest tam jedynie wzmiankowany). To on jest poniekąd sprawcą wszystkich późniejszych opisanych przez Wagnera zdarzeń, bowiem na początku Złota Renu, po nieudanych zalotach, wykrada tytułowe złoto niefrasobliwym córom Renu i przeklina miłość, co jest warunkiem wykorzystania magicznych właściwości złota. Brat Alberyka, karzeł Mime, kuje później dla niego pierścień dający władzę nad światem oraz hełm, który temu, kto go założy, pozwala stać się niewidzialnym lub przybrać dowolną postać. Alberyk szybko zyskuje kontrolę nad Nibelungami, którzy mają mu służyć i dla niego gromadzić skarby. O wszystkim dowiadują się bogowie i olbrzymi. Ci ostatni wybudowali właśnie bogom nową siedzibę – Walhallę, za którą żądają albo bogini Frei, albo właśnie złota Renu. Bogowie Wotan i Loge udają się do krainy Nibelungów – Nibelheimu – i podstępem odbierają Alberykowi złoto (namawiają Alberyka, by zmienił się najpierw w smoka, a następnie w ropuchę, którą związują). Alberyk rzuca jednak na pierścień klątwę, która natychmiast się spełnia. Pierścień dostaje się w ręce olbrzymów, jednak od razu toczą oni o niego bój, w wyniku którego ginie jeden z nich – Fasolt, drugi – Fafner – zmienia się w smoka i strzeże złota w jaskini. Nikt ani z bogów, ani ze śmiertelników nie ma do złota dostępu, Fafnera będzie mógł zabić dopiero bohater, który nie zna strachu. Alberyk jednak czuwa przy jaskini Fafnera. Wreszcie potwora zabija wnuk Wotana – Zygfryd, tym samym zdobywając pierścień dla siebie. Ostatnią próbę odzyskania pierścienia podejmie Alberyk przekonując swojego syna, Hagena, który jest w połowie człowiekiem, w połowie Nibelungiem, zrodzonym nie z miłości, którą Alberyk przeklął, ale z żądzy władzy, by wydarł pierścień Zygfrydowi. Również ta próba spełza na niczym. Pierścień wraca do cór Renu, a Alberyk ponosi klęskę.

## Wykonawcy
Rola Alberyka jest napisana dla barytona lub basa, śpiewali ją m.in.:
- Karl Fischer (premiera, Monachium, 22 września 1869)
- Karl Hill (pierwsze wykonanie tetralogii w całości, sierpień 1876, Bayreuth)
- Jean Note
- Zoltán Kelemen
- Gustav Neidlinger
- Theo Adam
- Günter von Kannen